# Punk Rock Guilt
Punk Rock Guilt est le huitième album du desert rocker Brant Bjork. Il est l'aboutissement de la fameuse "New Jersey Sessions" enregistré en 2005 aux Glide On Fade Studio dans le New Jersey.

## Liste des pistes
1. "Lion One" - 10:28
2. "Dr. Special" - 2:56
3. "Punk Rock Guilt" - 4:04
4. "This Place (Just Ain't Our Place)" - 4:35
5. "Shocked By The Static" - 5:20
6. "Born To Rock" - 6:03
7. "Plant Your Seed" - 3:04
8. "Locked And Loaded" - 10:30

## Crédits
Produit par Dave Raphael
Enregistré et mixé en décembre 2005 par Dave Raphael aux Glide On Fade Studios, New Jersey.
All songs written and performed by Brant Bjork 2008 Dune Boogie Tunez BMI
Phot de la pochette par Tony Tornay - Design par Cale Bunker
Enregistrement 100 % analogique